# QDX
QDX – format stratnej kompresji dźwięku, zaprojektowany dla przenośnych odtwarzaczy z małą ilością pamięci.

## Charakterystyka formatu
Pliki QDX są skompresowane z przepływnością 128 kbps. Bitrate może być dowolnie zmniejszony (bez potrzeby transkodowania czy ponownej kompresji), a tak powstały strumień audio zapisany na przenośnym odtwarzaczu audio (do 2,5 h na 32 MB). Cecha ta nazwana została Fit-To-Media.
Co więcej, format ten jest bardzo odporny na straty podczas przesyłania strumieniowego (np. przez internet), co zostało nazwane Fit-To-Stream.
Format QDX oferuje również zabezpieczenie cyfrowe (DRM), by uniemożliwić nielegalne kopiowanie i odtwarzanie.

## Wsparcie sprzętowe
iriver iDP-100 odtwarza pliki QDX.